# Camponotus socius
Camponotus socius är en myrart som beskrevs av Julius Roger 1863. Camponotus socius ingår i släktet hästmyror, och familjen myror. Inga underarter finns listade.

## Bildgalleri

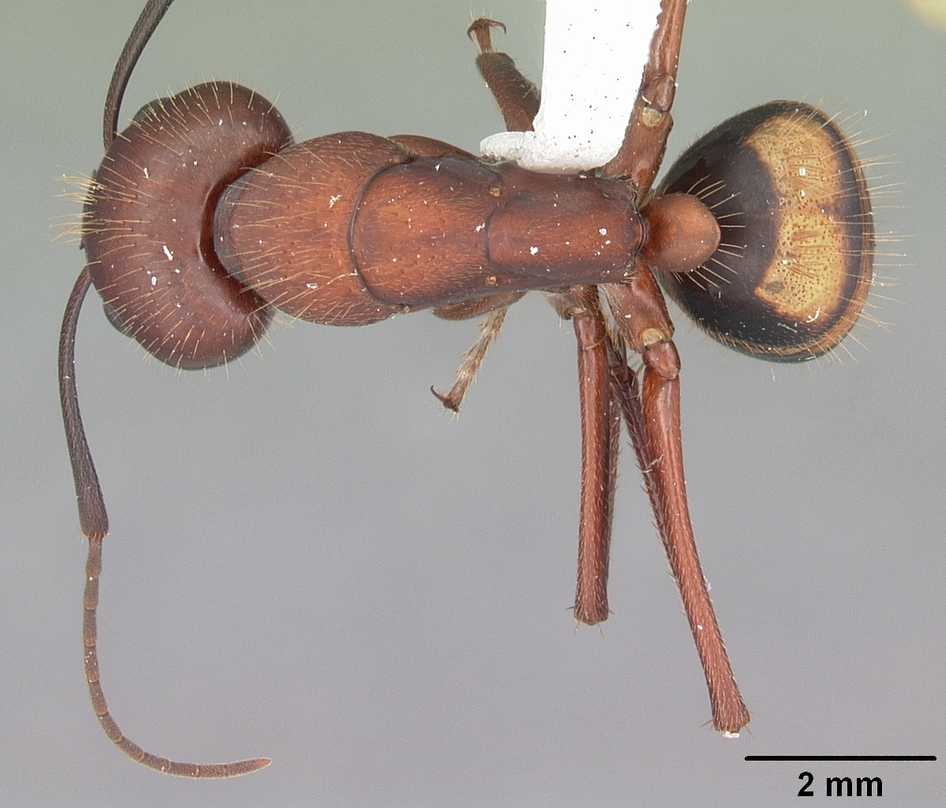
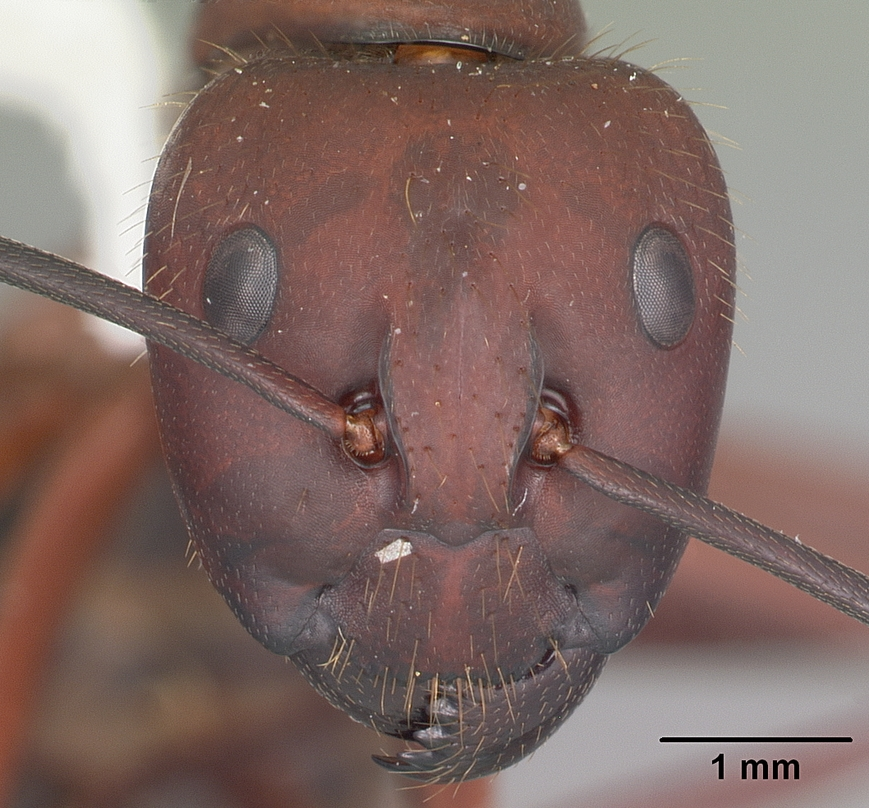
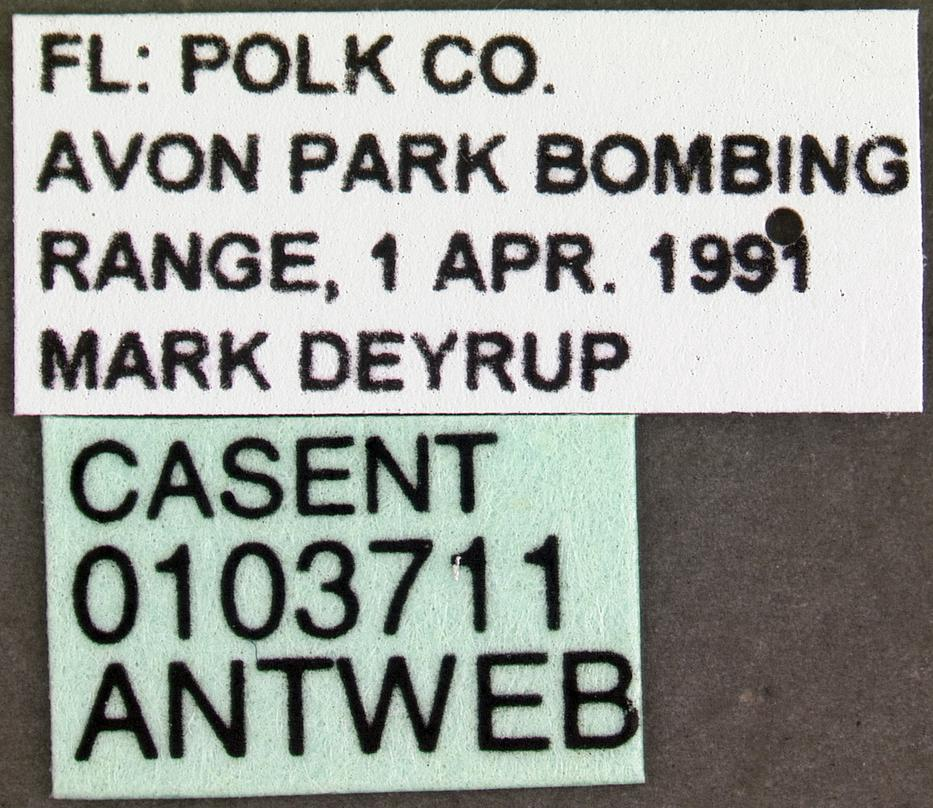
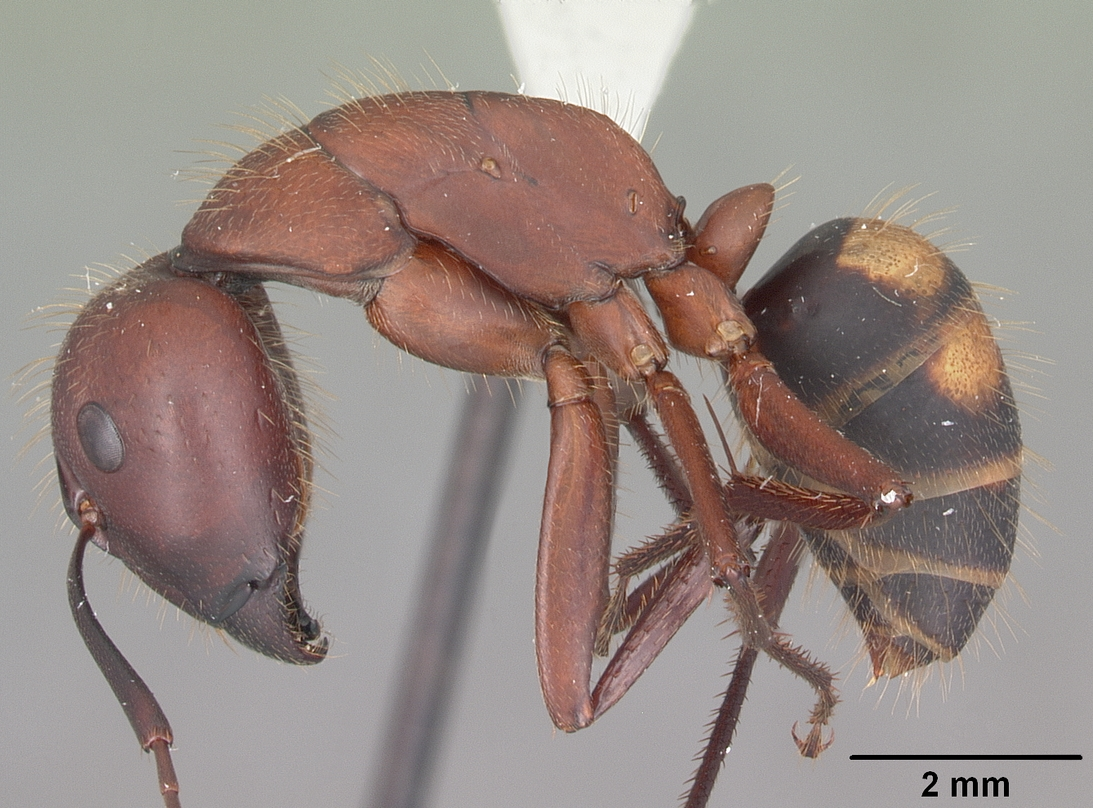
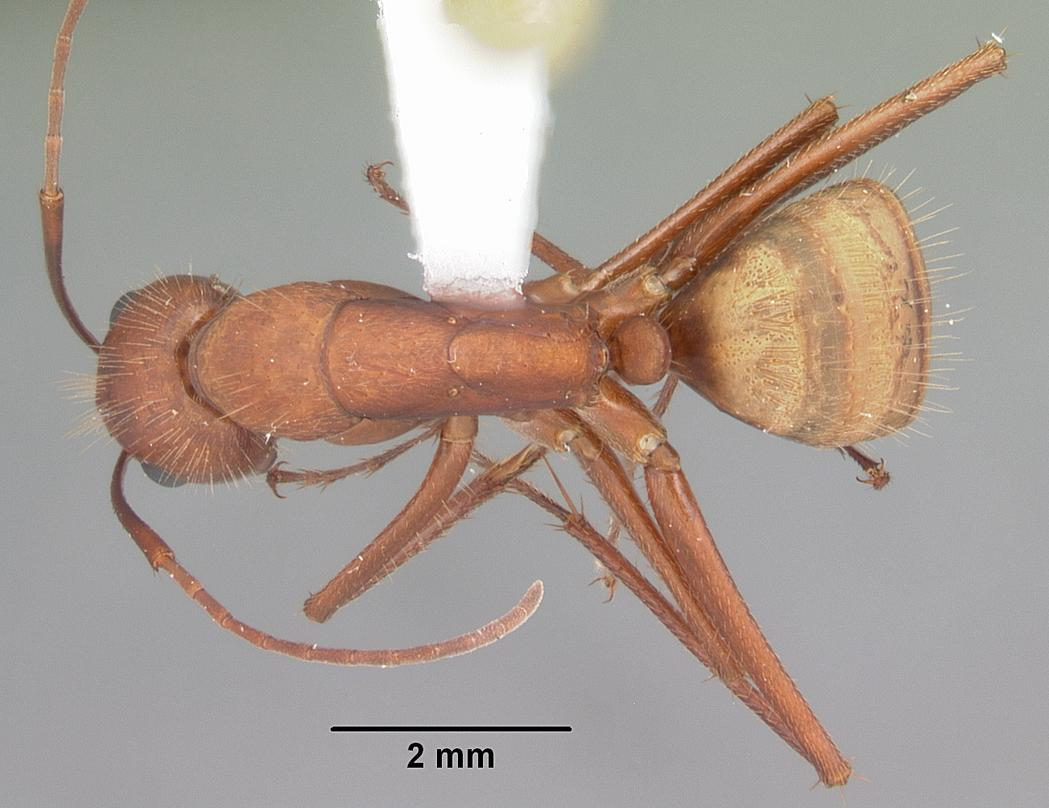
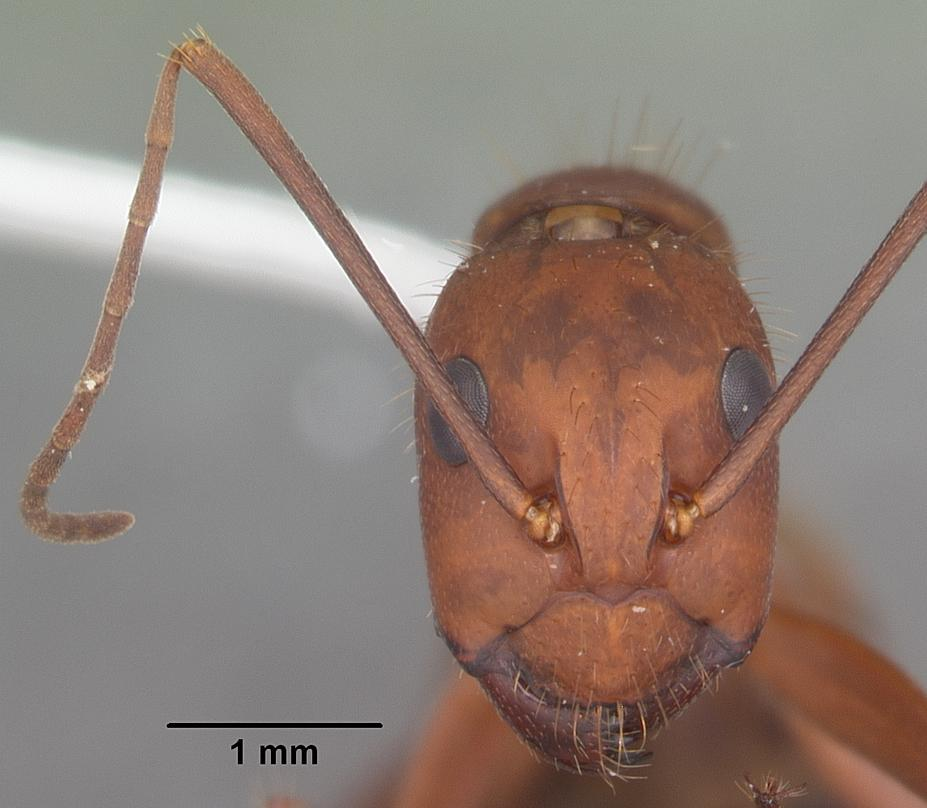